# Tomodon orestes
Tomodon orestes là một loài rắn trong họ Rắn nước. Loài này được Harvey & Muñoz mô tả khoa học đầu tiên năm 2004.